# Screamadelica
Screamdelica es el tercer álbum de la banda británica de dance/rock alternativo Primal Scream, lanzado el 23 de septiembre de 1991 por Creation Records. 
El disco supuso una revolución en el mundo de la música alternativa, ya que fue el primer trabajo musical en fusionar el rock con la música electrónica. Para este disco la banda fichó a los Djs Andrew Weatherall y Terry Farley para las labores de producción, aunque este disco no extrae solo influencias house, también del góspel y el dub. También se nutrió de las influencias del uso del LSD y el MDMA.
Con el álbum la banda logró un reconocimiento internacional importante, y varios de sus sencillos se convirtieron en éxitos comerciales y radiales, impulsando la carrera de la banda, siendo el álbum más conocido y exitoso del grupo a la fecha.
El álbum fue el primer ganador del Mercury Prize del Reino Unido. En 1998 en la revista Q magazine los lectores lo votaron como el 27.º mejor disco de todos los tiempos. En el 2020 el álbum fue incluido en la lista de los 500 mejores álbumes de todos los tiempos de la revista Rolling Stone, ocupando el puesto 437.

## Antecedentes
A finales de 1989, y después de la mala recepción de sus dos primeros discos, una desastrosa gira por Europa y malas críticas de la prensa especializada, la banda, y en especial su líder Bobby Gillespie, decidieron tomar un descanso para lograr recomponer el rumbo del grupo, que tenía la moral decaída. Gillespie se instaló en Bristol, Reino Unido, donde sobrevivía de la ayuda gubernamental a través del seguro de desempleo de la ciudad. Sobre su experiencia Gillespie diríaː

No éramos buenos, no íbamos hacia ningún lado y mi mayor angustia era tener que volver a un trabajo asalariado. Había sido empleado en una imprenta y lo había detestado.

En esa época, Brighton no era una ciudad muy cool, ese imbécil de Fatboy Slim no había puesto todavía su negocio. Nos aburríamos a más no poder, no teníamos mucha plata. Estábamos inscriptos en un programa del gobierno que nos daba lo justo para pagar el alquiler. Nos consolábamos bebiendo porque no teníamos forma de ofrecernos otra cosa. 

Soñábamos con tomar éxtasis, pero para nosotros estaba fuera del presupuesto: una píldora correspondía a lo que recibíamos cada semana del Estado.
Bobbye Gillespie

Un día, un amigo de la infancia de Gillespie, Alan McGee (fundador de la disquera Creation y DJ en la popular discoteca de Mánchester, The Haçienda), lo visitó en su casa, acompañado de varios discos de música electrónica, con la que Gillespie entró en contacto con la ola de acid house que estaba tan de moda a finales de los años 80 y de la que McGee era también precursor por su trabajo en The Hacienda.
McGee también le contactó con el DJ Andrew Weatherall, quien alternaba su trabajo como periodista de la revista NME con el trabajo de mano de obra en construcciones (albañil).

### Grabación
Weatherall se contactó con los demás miembros de la banda, de quien se volvió colaborador asiduo y amigo personal de sus miembros. luego de que estos le invitaran a una noche de cervezas de la que todos terminaron ebrios. La banda le encargó que remezclara la canción"I'm Losing More Than I'll Ever Have", de su álbum homónimo de 1989, a cambio de cervezas. Weatherall les presentó a Primal Scream 3 demos y, luego de un sample con la voz de Peter Fonda de su película Wild Angels, hecho por Gillespie, la mezcla fue rebautizada como Loaded y se convirtió en la primera canción del álbum.
Weatherall se llevó consigo una copia de Loaded, y la reprodujo en un show en un club de Londres, Subterranea. Los asistentes del club, que estaban bajo influencia de las drogas, y el ex guitarrista de The Clash, Mick Jones, atacaron al DJ con el fin de conocer el nombre de la canción y del tema. El incidente dio a conocer a la banda en el país, llegando incluso a aparecer en la portada de NME, gracias a las influencias de Weatherall.
Por su parte, McGee lanzó la canción en su disquera en febrero de 1990, y luego del éxito en ventas de la canción (primer sencillo del álbum), la banda grabó el tema Come Together. Ya para agosto de 1990 la banda estaba en lo más alto de las listas británicas, gracias a los dos sencillos lanzados por Creation.
Primal Scream firmó contrato con la disquera y se contactaron con importantes artistas como The Orb, Jimmy Miller, Hypnotone y Hugo Nicolson para que trabajaran en el álbum, junto con Weatherall. Miller fue productor de 5 discos de The Rolling Stones consecutivos, desde Beggars Banquet hasta Goats Head Soup, quien fue contactado por McGee en Nueva York, luego de que Miller oyera los demos de la banda y se entusiasmara en volver a los estudios de grabación. McGee alternó los trabajos en varios estudiosː Jam Studios, Townhouse Studios, Bark Studios, Olympic Studios; Eden Studios en Chiswick; y en Primal Scream's Studio en Hackne, todos en Londres.
Luego de los otros dos sencillos Higher than the Sun y Don’t Fight It, Feel It, la banda terminó el disco para finales de agosto de 1991.

## Recepción
Suele estar colocado entre los mejores álbumes de todos los tiempos. La revista Q lo escogió el 27.º mejor álbum de la historia, al igual que la NME lo colocó en el puesto 23.º en una lista similar. En similar situación se encuentra en la lista de los mejores álbumes del mundo, posicionado en decimosexto puesto. La revista Rolling Stone lo ubicó, por su parte, en el puesto 437 de su lista The 500 Greatets Albums of All Time, reeditada en 2020.
Es considerado como importante influencia para bandas de la década como Oasis y The Chemical Brothers.

## Listado de canciones
1. "Movin' on Up" – 3:47
2. "Slip Inside This House" – 5:14 (Erickson/Hall)
3. "Don't Fight It, Feel It" – 6:51
4. "Higher Than the Sun" – 3:36
5. "Inner Flight" – 5:00 (instrumental)
6. "Come Together" – 10:21 (UK Version)
7. "Loaded" – 7:01
8. "Damaged" – 5:37
9. "I'm Comin' Down" – 5:59
10. "Higher Than the Sun [A Dub Symphony In Two Parts]" – 7:37
11. "Shine Like Stars" – 3:45

Todas las canciones han sido escritas por Gillespie/Innes/Young.